# 马林 (传教士)
马林（William Edward Macklin，1860年5月19日—1947年8月8日）是19世纪末、20世纪初基督会派遣来华的一位著名传教士，南京鼓楼医院和中华中学的创办者。

## 生平

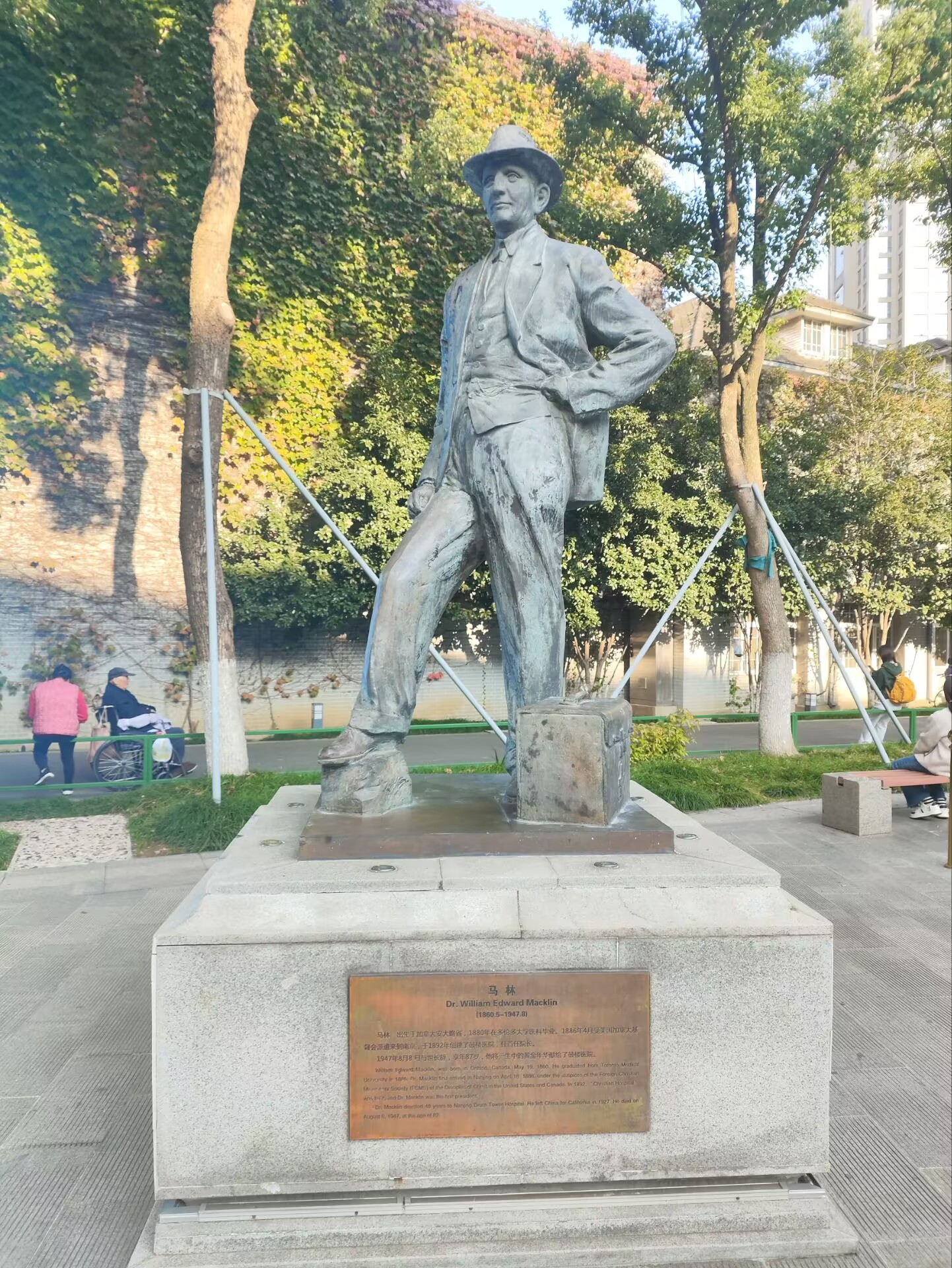
鼓楼医院中的马林立像

1860年，马林出生在加拿大安大略省伦敦附近。受母亲的影响，马林信仰虔诚，选择了献身传教事业的道路。1880年毕业于加拿大多伦多大学医科。1886年1月，马林受基督会的派遣，成为该会前往中国的第一位传教士。4月来到南京，住在鼓楼坡下寺庙里（菜子庵）。他潜心学习中文，身着唐装，头结长辫，逢人搭讪，免费行医，争取信任，伺机宣传福音。这样陆续在南京兴建了鼓楼、花市大街和下关惠民桥3座教堂。
1890年，他在鼓楼岗下动工兴建4层的医院大楼，医院土地系中国信徒捐赠。1892年底楼房竣工，1893年3月开始收治病人，命名为基督医院，俗称“马林医院”，这是南京第一所正规的西医院。马林自任院长。马林主张医院要不分富贵与贫贱，“平等对待王子与乞丐”，每年为赤贫病者免费诊治人数约占住院病人的三分之一强。此外，马林还以南京为中心，常到安徽滁县、庐州（合肥）等地的基督会布道区巡回传教。
1914年1月，金陵大学收购基督医院，作为附属医院，更名为“金陵大学鼓楼医院”，于是马林离开鼓楼医院，继续在城南花市大街诊所行医布道。1927年，马林离开南京，赴美定居。